# Myophonus glaucinus
El arrenga de Java (Myophonus glaucinus) es una especie de ave paseriforme de la familia Muscicapidae.

## Distribución
Es endémico de las selvas montanas de Java y Bali (Indonesia).

## Estado de conservación
Está ligeramente amenazada por la pérdida de hábitat.